# Saison 1999 de l'équipe cycliste Rabobank
L'équipe cycliste Rabobank faisait partie en 1999 des Groupes Sportifs I, la première division des équipes cyclistes professionnelles.

## Effectif
| Cycliste            | Date de naissance | Nationalité | Équipe 1998 |
| ------------------- | ----------------- | ----------- | ----------- |
| Niki Aebersold      | 05-07-1972        | Suisse      | Post Swiss  |
| Michael Boogerd     | 28-05-1972        | Pays-Bas    |             |
| Jan Boven           | 28-02-1972        | Pays-Bas    |             |
| Erik Dekker         | 21-08-1970        | Pays-Bas    |             |
| Maarten den Bakker  | 26-01-1969        | Pays-Bas    |             |
| Richard Groenendaal | 13-07-1971        | Pays-Bas    |             |
| Bram de Groot       | 18-12-1974        | Pays-Bas    | Espoirs     |
| Bert Hiemstra       | 09-08-1973        | Pays-Bas    |             |
| Patrick Jonker      | 25-05-1969        | Pays-Bas    |             |
| Karsten Kroon       | 29-01-1976        | Pays-Bas    | Espoirs     |
| Marc Lotz           | 19-10-1973        | Pays-Bas    |             |
| Robbie McEwen       | 24-06-1972        | Australie   |             |
| Koos Moerenhout     | 05-11-1973        | Pays-Bas    |             |
| Grischa Niermann    | 03-11-1975        | Allemagne   | Olympia     |
| Sven Nys            | 17-06-1976        | Belgique    |             |
| Matthé Pronk        | 01-07-1974        | Pays-Bas    | Espoirs     |
| Rolf Sørensen       | 20-04-1965        | Danemark    |             |
| Léon van Bon        | 28-01-1972        | Pays-Bas    |             |
| Adrie van der Poel  | 17-06-1959        | Pays-Bas    |             |
| Aart Vierhouten     | 19-03-1970        | Pays-Bas    |             |
| Marc Vlijm          | 22-09-1977        | Pays-Bas    | Espoirs     |
| Marc Wauters        | 23-02-1969        | Belgique    |             |
| Beat Zberg          | 10-05-1971        | Suisse      |             |
| Markus Zberg        | 27-06-1974        | Suisse      | Post Swiss  |

## Victoires
Victoires sur le circuit professionnel
| Date         | Course                                                      | Pays        | Vainqueur                |
| ------------ | ----------------------------------------------------------- | ----------- | ------------------------ |
| 25 février   | 3e étape du Tour de la Communauté valencienne               | Espagne     | Michael Boogerd          |
| 14 mars      | Classement général de Paris-Nice                            | France      | Michael Boogerd          |
| 8 avril      | 4e étape du Tour du Tour du Pays basque                     | Espagne     | Koos Moerenhout          |
| 9 avril      | 5e étape du Tour du Tour du Pays basque                     | Espagne     | Michael Boogerd          |
| 24 avril     | Amstel Gold Race                                            | Pays-Bas    | Michael Boogerd          |
| 13 mai       | Grand Prix de Wallonie                                      | Belgique    | Patrick Jonker           |
| 23 mai       | 1re étape du Prudencial Tour                                | Royaume-Uni | Léon van Bon             |
| 29 mai       | Classement général du Prudencial Tour                       | Royaume-Uni | Marc Wauters             |
| 10 juin      | 1re étape du Tour de Luxembourg                             | Luxembourg  | Marc Wauters             |
| 10 juin      | 4e étape du Tour d'Autriche                                 | Autriche    | Markus Zberg             |
| 11 juin      | 2e étape du Tour de Luxembourg                              | Luxembourg  | Robbie McEwen            |
| 12 juin      | 4e étape du Tour de Luxembourg (contre-la-montre)           | Luxembourg  | Marc Wauters             |
| 13 juin      | Classement général du Tour de Luxembourg                    | Luxembourg  | Marc Wauters             |
| 19 juin      | 1re étape de la Route du Sud                                | France      | Robbie McEwen            |
| 25 juillet   | 20e étape du Tour de France                                 | France      | Robbie McEwen            |
| 3 août       | Prologue du Regio Tour                                      | Allemagne   | Rolf Sørensen            |
| 5 août       | 2e étape du Regio Tour                                      | Allemagne   | Grischa Niermann         |
| 8 août       | Classement général du Regio Tour                            | Allemagne   | Grischa Niermann         |
| 10 août      | 1re étape du Tour du Danemark                               | Danemark    | Rolf Sørensen            |
| 25 août      | 2e étape du Tour des Pays-Bas                               | Pays-Bas    | Robbie McEwen            |
| 28 août      | 6e étape du Tour des Pays-Bas                               | Pays-Bas    | Maarten den Bakker       |
| 29 août      | Grand Prix Eddy Merckx                                      | Belgique    | Erik Dekker/Marc Wauters |
| 13 septembre | 1re étape du Tour de Rhénanie-Palatinat                     | Allemagne   | Marc Wauters             |
| 15 septembre | 2e étape B du Tour de Rhénanie-Palatinat (contre-la-montre) | Allemagne   | Erik Dekker              |
| 18 septembre | 6e étape du Tour de Rhénanie-Palatinat                      | Allemagne   | Erik Dekker              |
| 19 septembre | Classement général du Tour de Rhénanie-Palatinat            | Allemagne   | Marc Wauters             |
| 25 septembre | Tour d'Émilie                                               | Italie      | Michael Boogerd          |
| 26 septembre | Milan-Vignola                                               | Italie      | Michael Boogerd          |
| 3 octobre    | Paris-Tours                                                 | France      | Marc Wauters             |
| 13 octobre   | Milan-Turin                                                 | Italie      | Markus Zberg             |
| 15 octobre   | 3e étape du Herald Sun Tour                                 | Australie   | Robbie McEwen            |
| 17 octobre   | 6e étape du Herald Sun Tour                                 | Australie   | Robbie McEwen            |
| 17 octobre   | Classement par équipes de la Coupe du monde                 |             | Rabobank                 |

Championnats nationaux
| Date       | Course                             | Pays     | Vainqueur          |
| ---------- | ---------------------------------- | -------- | ------------------ |
| 27/06/1999 | Championnat des Pays-Bas sur route | Pays-Bas | Maarten den Bakker |